# Francesco Maria della Rovere

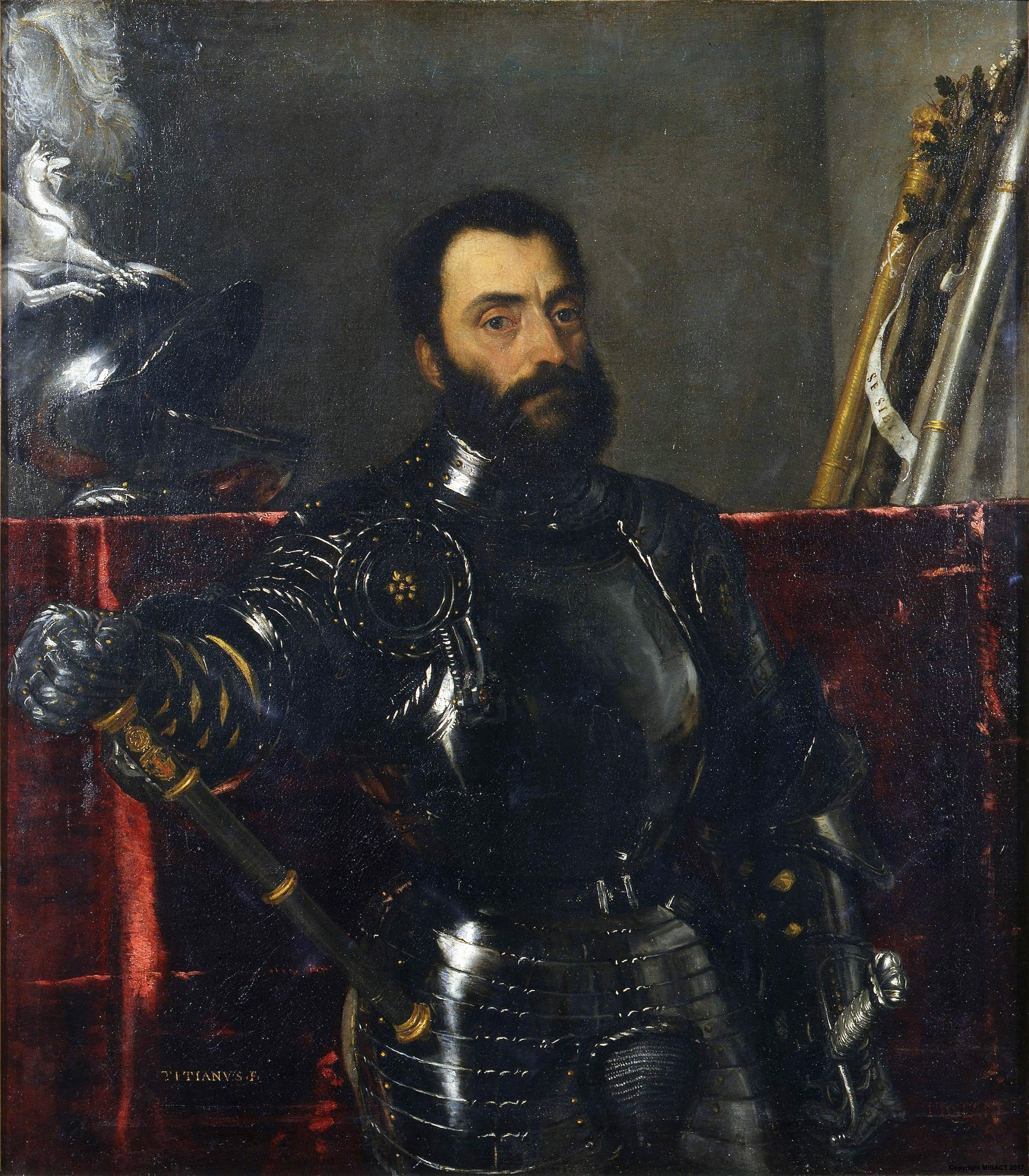
Francesco Maria della Rovere, schilderij door Titiaan, 1536-38, Uffizi, Florence. Titiaan heeft de 46-jarige Francesco mogelijk jonger weergegeven dan hij op dat moment was.

Francesco Maria della Rovere (Senigallia, 25 maart 1490 – Pesaro, 20 oktober 1538) was hertog van Urbino.

## Biografie
Francesco werd geboren als zoon van Giovanni della Rovere, kapitein in dienst van de paus en heer van Senigallia, en Giovanna da Montefeltro, dochter van Federico da Montefeltro. Hij was de neef van Giuliano della Rovere, de latere paus Julius II. In 1502 ging de heerschappij van Senigallia verloren aan Cesare Borgia en Francesco moest vluchten naar het hof van Guidobaldo da Montefeltro. Doordat laatstgenoemde kinderloos was, benoemde hij Francesco in 1504 als zijn opvolger voor het hertogdom Urbino.
In 1508 stierf Guidobaldo en werd Francesco de nieuwe hertog. Met steun van zijn oom paus Julius II slaagde hij erin Senigallia te veroveren en werd hij door de paus in 1509 aangesteld als kapitein van de kerkelijke troepen. Tijdens de daaropvolgende oorlogen van de Liga van Kamerijk vocht hij aan de zijde van zijn oom. Toen Julius II overleed verloor hij een belangrijke steun.
In 1516 werd Francesco door de nieuwe paus Leo X geëxcommuniceerd en uit Urbino verdreven, waarna het hertogdom in handen kwam van Lorenzo II de' Medici, een neef van de paus. In 1517 probeerde Francesco de stad en het hertogdom weer te veroveren maar slaagde daarin niet. Pas na de dood van Leo X was hij in staat zijn macht te herstellen.
Francesco vocht vanaf 1521 als condottiere namens de republiek Venetië tijdens de Italiaanse Oorlogen. Als opperbevelhebber tijdens de Oorlog van de Liga van Cognac wordt Francesco’s optreden gezien als de oorzaak van de plundering van Rome door de troepen van keizer Karel V in 1527.
In zijn laatste levensjaren vocht hij namens Venetië. Op 20 oktober 1538 kwam Francesco door vergiftiging om het leven.

## Huwelijk
In 1508 trouwde Francesco met Eleonora Gonzaga (1493-1570), dochter van de markies Francesco II Gonzaga van Mantua en Isabella d'Este. Zij kregen 5 kinderen:
- Guidobaldo II (1514-1574)
- Ippolita (1515-1540)
- Giulia (1527-1563)
- Elisabetta (1529-1561)
- Giulio Feltrio (1533-1578)